# Площадка 35 (Плесецк)
Площадка 35 на космодроме Плесецк представляет собой стартовый комплекс, используемый российскими ракетами-носителями семейства «Ангара». Комплекс имеет единственную стартовую площадку, площадку 35/1, которая впервые была использована для первого полета «Ангары-1.2» в июле 2014 года.

## Зенит
Площадка 35 изначально предназначалась для запусков ракеты-носителя «Зенит-2», которую руководство советской космической программы рассматривало как замену серии Р-7. Строительство стартового комплекса «Зенит» в Плесецке было разрешено в 1976 году; однако ещё до его начала было завершено строительство площадки 45 на космодроме Байконур, которая также была построена для «Зенита». Строительство площадки 35 началось в середине 1980-х годов, но было прекращено после распада Советского Союза.
Детали, изготовленные для площадки 35 планировалось использовать для ремонта одной из площадок «Зенита» на Байконуре, которая была сильно повреждена, когда ракета-носитель потеряла тягу и упала обратно на стартовый стол через несколько секунд после запуска. Но вместо этого детали в конечном итоге были использованы на стартовой платформе Sea Launch «Odyssey».

## Ангара
Когда в ГКНПЦ имени М. В. Хруничева началась разработка семейства ракет-носителей «Ангара», планировались стартовые площадки как в Плесецке, так и на Байконуре. Было рассмотрено несколько существующих площадок в Плесецке, включая площадку 41/1, площадку 16/2 и площадку 32; Площадка 35/1 была признана наиболее подходящей. Строительство началось в 2004 году и было завершено лишь к апрелю 2014 года.
«Ангара» совершила свой первый полет — в одноразовой конфигурации Ангара-1.2пп — с площадки 35/1 9 июля 2014 года, выполнив успешную суборбитальную испытательную миссию. Первым орбитальным запуском с площадки стал первый запуск «Ангары-А5» 23 декабря 2014 года, на борту которого находился имитатор массы. Второй орбитальный испытательный полет «Ангары-А5» состоялся почти шесть лет спустя, 14 декабря 2020 года.

## Перечень пусков с площадки
| Дата                  | Ракета-носитель  | Полезная нагрузка                             | Космодром/Стартовый комплекс | Результат |
| --------------------- | ---------------- | --------------------------------------------- | ---------------------------- | --------- |
| 9 июля 2014 года      | Ангара-1.2ПП     | Неотделяемый габаритно-весовой макет          | Плесецк-35/1                 | Успех     |
| 23 декабря 2014 года  | Ангара-А5/Бриз-М | Неотделяемый габаритно-весовой макет          | Плесецк-35/1                 | Успех     |
| 14 декабря 2020 года  | Ангара-А5/Бриз-М | Габаритно-весовой макет космического аппарата | Плесецк-35/1                 | Успех     |
| 27 декабря 2021 года  | Ангара-А5/Персей | Габаритно-весовой макет космического аппарата | Плесецк-35/1                 | Успех     |
| 29 апреля 2022 года   | Ангара-1.2       | Космос-2555                                   | Плесецк-35/1                 | Успех     |
| 15 октября 2022 года  | Ангара-1.2       | Космос-2560                                   | Плесецк-35/1                 | Успех     |
| 17 сентября 2024 года | Ангара-1.2       | Космос-2577 Космос-2578                       | Плесецк-35/1                 | Успех     |
| 16 марта 2025 года    | Ангара-1.2       | Космос-2585 Космос-2586 Космос-2587           | Плесецк-35/1                 | Успех     |